# رقصة الساس العراقية
الساس و يطلق عليها (لعبة الساس) هي رقصة فولكلورية شعبية عراقية، تنتشر في المدن العراقية و الريفية بشكل خاص.

## أداء الرقصة
يتم أداء هذه الرقصة العراقية من قبل الرجال حصراً و يصاحب أداة هذه الرقصة المبارزة بالسيوف او الخناجر بين اثنين من الراقصين قبل تجمع عدد من الحاضرين الذين يشكلون خطاً مستقيماً لأداء رقصتهم على انغام الطبل و آلة الزرنة أو المطبج (المجوز) و النقارة مع صوت منفرد لمغنٍ يؤدي بعض الوصلات الغنائية باللهجة الدارجة.

## تاريخ
كان للآلات الموسيقية الايقاعية (الجلدية) دور مهم و اساسي و هي إحدى سمات العصر السومري القديم اذا وجدت في بعض المنحوتات و الاثار القديمة صور لعازفين على تلك الآلات الايقاعية و إلى جانبهم العساكر المدججين بالسلاح، حيث تعزف الموسيقى لشذ همم المحاربين، و امامهم مجموعة من الافراد يؤدون حركات تعبر عن الهمة و النصر على الاعداء.

## وصلات خارجية
- فيديو: الفرقة القومية العراقية الفنون الشعبية تقدم رقصة الساس